# Cratere Carrillo
Carrillo è un piccolo cratere lunare da impatto intitolato al fisico messicano Nabor Carrillo Flores. Questa formazione si trova vicino al margine orientale della faccia visibile della Luna, è quindi soggetta a sparizioni e riapparizioni per l'effetto di librazione ed appare assai allungato. Il bordo del cratere è approssimativamente circolare, con un margine interno ispessito nella parte occidentale. Carrillo si trova vicino al margine occidentale del Mare Smythii.